# Soelejman Elmoerzajev
Soelejman Elmoerzajev, vooral bekend onder zijn bijnamen Hayrullah ofwel Chairulla (Tsjapajevo (Dagestan), ca. 1974 - Vedeno, 4 april 2007) was een commandant van het verzet in Tsjetsjenië tegen Rusland. Hij wordt verantwoordelijk gehouden voor de aanslag op de pro-Russische president Achmat Kadyrov op 9 mei 2004. 
Volgens de Russische veiligheidsdiensten was hij betrokken bij het neerhalen van een Mi-8-legerhelikopter vlak bij Dysjne-Vedeno op 1 augustus 2003, waarbij de piloot om het leven kwam. In oktober 2004 benoemde Sjamil Basajev hem tot "emir" van de districten Nozjaj-Joertovski, Koertsjalojevski en Vedenski en in november werd hij door Basajev benoemd tot zijn eerste afgevaardigde. In september 2006 kreeg hij van het verzetsbestuur de rang van brigadegeneraal met de verantwoordelijkheid over 50 tot 60 strijders.
Op 4 april 2007 liep hij in een hinderlaag van Russische veiligheidsdiensten in het district Vedenski en verloor tijdens de daaropvolgende strijd het leven. Volgens de Russische veiligheidsdiensten werden in zijn verblijfplaats een grote hoeveelheid automatische wapens aangetroffen.